# Mepachymerus iridifrons
Mepachymerus iridifrons är en tvåvingeart som först beskrevs av Frey 1923.  Mepachymerus iridifrons ingår i släktet Mepachymerus och familjen fritflugor. Inga underarter finns listade i Catalogue of Life.